# كريستوفر كارلتون
كريستوفر كارلتون هو عسكري كندي، ولد في 1749 في نيوكاسل أبون تاين في المملكة المتحدة، وتوفي في 1787 في مدينة كيبك في كندا.